# Hohenleipisch
Hohenleipisch är en kommun och ort i östra Tyskland, belägen i Landkreis Elbe-Elster i sydligaste delen av förbundslandet Brandenburg, strax norr om staden Elsterwerda. Kommunen förvaltas som del av kommunalförbundet Amt Plessa, med säte i närbelägna Plessa.

## Geografi

### Läge
Hohenleipisch ligger 125 km söder om Berlin och 55 km norr om Dresden, i naturområdet Niederlausitzer Heidelandschaft strax öster om floden Schwarze Elster, nordost om staden Elsterwerda.

### Administrativ indelning
Hohenleipischs kommun indelas i centralorten Hohenleipisch och den mindre orten Dreska, som har status av kommundel (Ortsteil).

## Kommunikationer
Orten har en järnvägsstation på järnvägen Berlin - Dresden. På stationen stannar regionalexpresståg mot Berlin och Elsterwerda. Via den regionala järnvägsknuten Elsterwerda finns vidare fjärr- och regionaltågsförbindelser.
I södra utkanten av kommunen passerar förbundsvägen Bundesstrasse 169 (Neuensalz - Cottbus).

## Kända ortsbor
- Stephan Freigang (född 1967), långdistanslöpare, OS-bronsmedaljör i maraton 1992.